# Ulomorpha nigricolor
Ulomorpha nigricolor är en tvåvingeart som beskrevs av Alexander 1924. Ulomorpha nigricolor ingår i släktet Ulomorpha och familjen småharkrankar. Inga underarter finns listade i Catalogue of Life.